# Ochropleura draesekei
Ochropleura draesekei là một loài bướm đêm trong họ Noctuidae.